# Johan Voskamp
Johan Voskamp (De Lier, 15 ottobre 1984) è un calciatore olandese, attaccante del VV Lyra.
Ha giocato 8 partite di UEFA Europa League e 2 di UEFA Champions League, segnando la sua unica rete europea il 14 luglio 2011 contro il Dundee Utd (1-0) e decidendo l'incontro di Europa League al 75' minuto, pochi minuti dopo esser entrato per Piotr Ćwielong.

## Carriera
Inizia la sua carriera nel 2005 con la maglia dell'Excelsior Rotterdam, in Eerste Divisie. Con 9 reti in 27 incontri nella sua prima stagione contribuisce alla promozione del club nella Eredivisie. Rimane all'Excelsior fino al 2009, disputando in totale due stagioni di massima serie e due di cadetteria, realizzando 25 gol in 95 apparizioni dopodiché finisce in prestito all'RKC Waalwijk, anch'esso in Eerste Divisie.
Dopo 13 presenze e 3 reti, passa per la stagione 2009-2010 all'Helmond Sport, dove mette a segno 22 reti in 33 gare. Inizia la stagione 2010-2011 con il club di Helmond, disputando la prima gara di campionato, poi si trasferisce allo Sparta Rotterdam, nel quale, alla prima apparizione, il 20 agosto 2010, realizza 8 reti nell'incontro Sparta Rotterdam-Almere City, finito 12-1 per i padroni di casa.

## Palmarès

### Club

#### Competizioni nazionali
- Ekstraklasa: 1

Śląsk Breslavia: 2011-2012

### Individuale
- Capocannoniere della Eerste Divisie: 1

2010-2011 (29 gol)